# Hans Lenk (Philosoph)
Hans Lenk (* 23. März 1935 in Berlin; † 30. Juli 2024 in Karlsruhe) war Professor am Institut für Philosophie an der Universität Karlsruhe (KIT) und Olympiasieger im Rudern.

## Leben
Nach dem Abitur an der Lauenburgischen Gelehrtenschule studierte Lenk Mathematik, Philosophie, Soziologie, Sportwissenschaft und Psychologie in Freiburg im Breisgau und Kiel. Er war zudem Ruderer (Ratzeburger Ruderclub), wurde zweimal Europameister, viermal Deutscher Meister und gewann bei den Olympischen Spielen 1960 in Rom mit dem von Karl Adam trainierten Deutschland-Achter die Goldmedaille. Adam war schon in der Schule sein Lehrer gewesen. In den 1960er Jahren war er in Berlin selbst als Rudertrainer tätig und errang als Trainer eine Weltmeisterschaft (Achter 1966).
Nach seiner Promotion in Kiel 1961 und Habilitation (in Philosophie und Soziologie) an der TU Berlin lehrte Lenk zunächst in Berlin, bis er 1969 einem Ruf auf den Lehrstuhl für Philosophie an der Universität Karlsruhe folgte. Lenk wurde 1981 in die National Academy of Kinesiology, 1995 in die Internationale Akademie für Philosophie der Wissenschaften und 2003 in die Russische Akademie der Wissenschaften berufen. Nach seiner Präsidentschaft der Allgemeinen Gesellschaft für Philosophie in Deutschland (1990–1993) wurde er Vorstandsmitglied der Weltgesellschaft für Philosophie FISP (1993–2008) und war deren Vizepräsident (1998–2003). 2005 wurde Lenk als erster Deutscher zum Präsidenten des Institut International de Philosophie (der „Weltakademie“ des Faches) gewählt.
Neben Fragen der angewandten Philosophie (Wissenschaftstheorie, Moral-, Technik-, Sozial-, Sport- und Wirtschaftsphilosophie) lag ein Schwerpunkt von Lenks Philosophie in der Theorie der Interpretationskonstrukte. Hiernach haben wir immer nur mittels Interpretationen Zugang zur Welt, es gibt keine nichtinterpretative Beschreibung der Welt. Die Interpretation geschieht immer durch sogenannte Schemata, die formierende Grundlage unserer Erkenntnis und Handelns sind. Diese Unhintergehbarkeit der Interpretation führt nach Lenk jedoch zu keinem Relativismus, sondern zu einem pragmatischen Realismus. Lenks „schema-interpretationistischer Realismus“ hat Parallelen mit Hilary Putnams Konzeption des internen Realismus, ist aber stärker sozialpsychologisch, sozialphilosophisch und neurowissenschaftlich orientiert. Er hat Studien verfasst zu „Interpretationskonstrukten“, zu systematisierten Verantwortungstypen und -stufen, zur „Eigenleistung“ und zur „konkreten Humanität“.
Lenk hat auch Bücher zur Sozialphilosophie, Philosophie des Geistes und der Wissenschaftstheorie geschrieben. Seine Publikationsliste umfasst fast 150 Bücher (davon etwa 30 zum Thema Sport) und insgesamt über 3000 Titel. 2013 erschien sein autobiografisches Werk Ratzeburger Goldwasser – vom Lago Albano bis Lambarene, in dem er auf sein Leben als Sportler und Geisteswissenschaftler zurückblickt. Der WorldCat hat 668 Werke von/über ihn. Aus Anlass seines 75. Geburtstages wurde er durch eine internationale Festschrift geehrt.
Lenk ist neben vielen Auszeichnungen Träger des erstmals 2010 verliehenen DOSB-Ethikpreises, eine Ehrung, die besondere Verdienste um die Förderung der ethischen Werte im Sport würdigt. 2012 wurde Hans Lenk in die Hall of Fame des deutschen Sports aufgenommen. Auch mit 85 Jahren befand er sich im annähernd täglichen sportlichen Training. Am 30. Juli 2024 starb Lenk im Alter von 89 Jahren in Karlsruhe.

## Schriften
Zu seinen wichtigsten Werken zählen die Bücher:
- Kritik der logischen Konstanten. De Gruyter, Berlin / New York 1968, ISBN 3-11-002565-5.
- Werte – Ziele – Wirklichkeit der modernen Olympischen Spiele. 2. Auflage. Hofmann, Schorndorf 1972, ISBN 3-7780-4172-X.
- Leistungsmotivation und Mannschaftsdynamik. 2. Auflage. Hofmann, Schorndorf 1977, ISBN 3-7780-4372-2.
- Zur Sozialphilosophie der Technik. Suhrkamp, Frankfurt am Main 1982, ISBN 3-518-28014-7.
- Metalogik und Sprachanalyse. Rombach Verlag, Freiburg 1973, ISBN 3-7930-0976-9.
- Eigenleistung. Fromm, Osnabrück/Zürich 1983, ISBN 3-7201-5164-6.
- Zwischen Wissenschaft und Ethik. Suhrkamp, Frankfurt am Main 1992, ISBN 3-518-28580-7.
- Interpretationskonstrukte. Zur Kritik der interpretatorischen Vernunft. Suhrkamp, Frankfurt am Main 1993, ISBN 3-518-58152-X.
- Philosophie und Interpretation. Suhrkamp, Frankfurt am Main 1993, ISBN 3-518-28660-9.
- Interpretation und Realität. Suhrkamp, Frankfurt am Main 1995, ISBN 3-518-28779-6.
- Schemaspiele. Suhrkamp, Frankfurt am Main 1995, ISBN 3-518-58193-7.
- Einführung in die Erkenntnistheorie. UTB (Fink), München 1998, ISBN 3-8252-2005-2.
- Konkrete Humanität. Suhrkamp, Frankfurt am Main 1998, ISBN 3-518-28850-4.
- Praxisnahes Philosophieren. Kohlhammer, Stuttgart 1999, ISBN 3-17-015791-4.
- Erfassung der Wirklichkeit. Königshausen & Neumann, Würzburg 2000, ISBN 3-8260-1743-9.
- Kreative Aufstiege. Zur Philosophie und Psychologie der Kreativität. Suhrkamp, Frankfurt am Main 2000, ISBN 3-518-29056-8.
- Albert Schweitzer: Ethik als konkrete Humanität. LIT, Münster 2000, ISBN 3-8258-4826-4.
- Das Denken und sein Gehalt. Oldenbourg, München 2001, ISBN 3-486-56472-2.
- Denken und Handlungsbindung. Karl Alber, Freiburg 2001, ISBN 3-495-47989-9.
- Kleine Philosophie des Gehirns. Wiss. Buchges. Primus, Darmstadt 2001, ISBN 3-534-15057-0.
- Natur – Umwelt – Ethik (mit M. Maring). LIT, Münster 2003, ISBN 3-8258-6486-3.
- Erfolg oder Fairness? 2. Auflage. LIT, Münster 2010, ISBN 978-3-8258-6105-6.

Neuere Veröffentlichungen:
- Grasping Reality. World Scientific, Singapur 2003, ISBN 981-238-024-8.
- Global TechnoScience and Responsibility. LIT, Berlin 2007, ISBN 978-3-8258-0392-6.
- Bewusstsein als Schemainterpretation. Mentis, Paderborn 2004, ISBN 3-89785-372-8.
- Verantwortung und Gewissen des Forschers. Studienverlag, Innsbruck 2006, ISBN 3-7065-4211-0.
- Umweltverträglichkeit und Menschenzuträglichkeit: die neue Verantwortung für unsere Umwelt und Zukunft. Universitätsverlag Karlsruhe, Karlsruhe 2009, ISBN 978-3-86644-297-9.
- Das flexible Vielfachwesen. Einführung in die moderne philosophische Anthropologie zwischen Bio-, Techno- und Kulturwissenschaften. Velbrück Wiss., Weilerswist 2010, ISBN 978-3-938808-59-7.
- S.O.S. Save Olympic Spirit. Agon Sportverlag, Kassel 2012, ISBN 978-3-89784-396-7.
- Kreative Pluralität. Anthropologische Perspektiven. Projektverlag, Bochum / Freiburg 2013, ISBN 978-3-89733-284-3.
- Ratzeburger Goldwasser – vom Lago Albano bis Lambarene. Projektverlag, Bochum / Freiburg 2013, ISBN 978-3-89733-290-4.
- (zus. mit Gregor Paul): Transkulturelle Logik – Universalität in der Vielfalt. Projektverlag, Bochum / Freiburg 2014, ISBN 978-3-89733-346-8.
- Goldtag am Lago Albano. Projektverlag, Bochum / Freiburg 2015, ISBN 978-3-89733-357-4.
- Human-soziale Verantwortung. Projektverlag, Bochum / Freiburg 2015, ISBN 978-3-89733-376-5.

## Auszeichnungen
- Silbernes Lorbeerblatt des Bundespräsidenten 1959, 1960
- Wiss. Diem-Plakette 1962
- Sievert-Preis (Olympian International) 1972/3
- Noel Baker Research Prize (UNESCO) 1978.
- Outstanding Academic Book Award (USA) 1979.
- Großes Verdienstkreuz der Bundesrepublik Deutschland, 2005[9]
- Neun Ehrendoktor-Titel (u. a. Moskau, Budapest, Pécs, Rostow/Don, Córdoba/Arg., DSHS Köln), den zehnten wird Hans Lenk nach eigenen Aussagen während einer Griechenland-Reise im November 2023 von der "Olympia-nächsten Uni" Patras entgegennehmen.
- Mitglied der Russischen Akademie der Wissenschaften 2003
- Ehrenpräsident des Institut International de Philosophie 2008
- International Plato Award 2010.
- DOSB-Ethikpreis 2010
- Hall of Fame des deutschen Sports 2012